# Jan Sarnowski
Jan Krzysztof Sarnowski (ur. 13 listopada 1986) – polski urzędnik państwowy i prawnik, w latach 2019–2022 podsekretarz stanu w Ministerstwie Finansów.

## Życiorys

### Wykształcenie
Absolwent Wydziału Prawa i Administracji Uniwersytetu Warszawskiego (2010) oraz studiów LLM na Uniwersytecie w Kolonii (2014). Ukończył studia podyplomowe w zakresie prawa podatkowego (Uniwersytet Warszawski) oraz prawa krajów systemu common law (Westfalski Uniwersytet Wilhelma w Münsterze i Thomas M. Cooley Law School w Lansing). Pracownik Zakładu Podatków w Instytucie Finansów Szkoły Głównej Handlowej w Warszawie, doktorant z zakresu prawa podatkowego na Uniwersytecie Warszawskim. Autor i współautor ponad 50 publikacji z dziedziny prawa i ekonomii. Od 2018 członek Towarzystwa Naukowego Organizacji i Kierownictwa. W styczniu 2019 został research fellow Polskiego Instytutu Ekonomicznego.

#### Działalność zawodowa
Praktykował w kancelariach prawnych i podatkowych w Warszawie i Berlinie. W latach 2016–2018 pozostawał doradcą ministra rozwoju i finansów Mateusza Morawieckiego, odpowiedzialnym za koordynację uszczelniania polityki podatkowej. Od czerwca 2018 pracował w Ministerstwie Finansów, gdzie był wicedyrektorem Departamentu Podatków Dochodowych oraz szefem zespołu analiz prawno-porównawczych. W październiku 2019 rozpoczął pracę jako pełnomocnik ministra finansów ds. współpracy międzynarodowej w zakresie VAT. 
28 listopada 2019 został powołany na stanowisko podsekretarza stanu w Ministerstwie Finansów, odpowiedzialnego za wszystkie departamenty podatkowe i departament prawno-porównawczy. Tworzył ramy prawne dla funkcjonowania nowych e-usług administracji (Twój e-PIT, e-Urząd Skarbowy, e-Paragon i Krajowy System e-Faktur) oraz rozwiązań wspierających rozwój przedsiębiorców działających w branży produkcyjnej i innowacyjnej (m.in. Estoński CIT, Grupy VAT, Porozumienie Inwestycyjne, Polska Spółka Holdingowa, ulgi na prototyp, robotyzację i ekspansję oraz wspierające inwestowanie za pośrednictwem funduszy venture capital). Kierował implementacją po polskiego porządku prawnego postanowień unijnego pakietu VAT e-commerce, wdrożeniem kolejnych pakietów uproszczeń w podatku od towarów i usług (SLIM VAT), wprowadzeniem zmian w umowach o unikaniu podwójnego opodatkowania z Maltą i Holandią oraz pracami nad określeniem zasad opodatkowania fundacji rodzinnych.
11 lutego 2022 został odwołany ze stanowiska. W tym samym roku został członkiem zarządu Korporacji Ubezpieczeń Kredytów Eksportowych, kierującym pionem finansowym Spółki.

## Nagrody i wyróżnienia
W 2021 otrzymał nagrodę „Cyfrowy Orzeł 2021" przyznawaną przez Związek Cyfrowa Polska.
W 2021 został wyróżniony Odznaką Honorową Meritis pro Familia.
W latach 2021 i 2022 uhonorowany drugim miejscem na liście 50 najbardziej wpływowych prawników, stworzonej przez Dziennik Gazeta Prawna.